# Nouvelles archives du muséum d'histoire naturelle
Nouvelles archives du muséum d'histoire naturelle (abreviado Nouv. Arch. Mus. Hist. Nat.) fue una revista ilustrada con descripciones botánicas que fue editada por el Museo Nacional de Historia Natural de Francia. Se publicaron 10 números en los años 1865-1874. Fue  reemplazada en el año 1875 por Nouvelles archives du muséum d'histoire naturelle, sér. 2.